# El Lucero (Durango)
El Lucero es una localidad del estado mexicano de Durango. Es parte del municipio de Tlahualilo.

## Demografía
| Gráfica de evolución demográfica |
|                                  |

| Censo | Población |
| ----- | --------- |
| 1910  | 361       |
| 1921  | 524       |
| 1930  | 493       |
| 1940  | 859       |
| 1950  | 1 207     |
| 1960  | 1 419     |
| 1970  | 1 786     |
| 1980  | 2 948     |
| 1990  | 2 717     |
| 2000  | 2 467     |
| 2010  | 2 622     |
| 2020  | 2 607     |